# Tigre d'eau
| Éléments du cycle sexagésimal 干支 | Éléments du cycle sexagésimal 干支 | Éléments du cycle sexagésimal 干支 | Éléments du cycle sexagésimal 干支 | Éléments du cycle sexagésimal 干支 | Éléments du cycle sexagésimal 干支 | Éléments du cycle sexagésimal 干支 | Éléments du cycle sexagésimal 干支 | Éléments du cycle sexagésimal 干支 | Éléments du cycle sexagésimal 干支 | Éléments du cycle sexagésimal 干支 | Éléments du cycle sexagésimal 干支 |
| ---------------------------------- | ---------------------------------- | ---------------------------------- | ---------------------------------- | ---------------------------------- | ---------------------------------- | ---------------------------------- | ---------------------------------- | ---------------------------------- | ---------------------------------- | ---------------------------------- | ---------------------------------- |
| 01 Rat bois                        | 02 Buffle bois                     | 03 Tigre feu                       | 04 Lièvre feu                      | 05 Dragon terre                    | 06 Serpent terre                   | 07 Cheval métal                    | 08 Chèvre métal                    | 09 Singe eau                       | 10 Coq eau                         | 11 Chien bois                      | 12 Cochon bois                     |
| 13 Rat feu                         | 14 Buffle feu                      | 15 Tigre terre                     | 16 Lièvre terre                    | 17 Dragon métal                    | 18 Serpent métal                   | 19 Cheval eau                      | 20 Chèvre eau                      | 21 Singe bois                      | 22 Coq bois                        | 23 Chien feu                       | 24 Cochon feu                      |
| 25 Rat terre                       | 26 Buffle terre                    | 27 Tigre métal                     | 28 Lièvre métal                    | 29 Dragon eau                      | 30 Serpent eau                     | 31 Cheval bois                     | 32 Chèvre bois                     | 33 Singe feu                       | 34 Coq feu                         | 35 Chien terre                     | 36 Cochon terre                    |
| 37 Rat métal                       | 38 Buffle métal                    | 39 Tigre eau                       | 40 Lièvre eau                      | 41 Dragon bois                     | 42 Serpent bois                    | 43 Cheval feu                      | 44 Chèvre feu                      | 45 Singe terre                     | 46 Coq terre                       | 47 Chien métal                     | 48 Cochon métal                    |
| 49 Rat eau                         | 50 Buffle eau                      | 51 Tigre bois                      | 52 Lièvre bois                     | 53 Dragon feu                      | 54 Serpent feu                     | 55 Cheval terre                    | 56 Chèvre terre                    | 57 Singe métal                     | 58 Coq métal                       | 59 Chien eau                       | 60 Cochon eau                      |

Le tigre d'eau est le trente-neuvième élément du cycle sexagésimal chinois. Il est appelé renyin ou jen-yin en chinois (chinois traditionnel et simplifié : 壬寅 ; pinyin : rényín), imin en coréen, jinin en japonais et nhâm dần en vietnamien. Il est précédé par le buffle de métal et suivi par le lièvre d'eau.
À la tige céleste ren est associé le Yáng et l'élément eau, et par la branche terrestre yin, le Yáng, l'élément bois.

## Années du tigre d'eau
La transition vers le calendrier grégorien se fait en multipliant par soixante et en ajoutant quarante-deux. Sont ainsi appelées année du tigre d'eau les années :

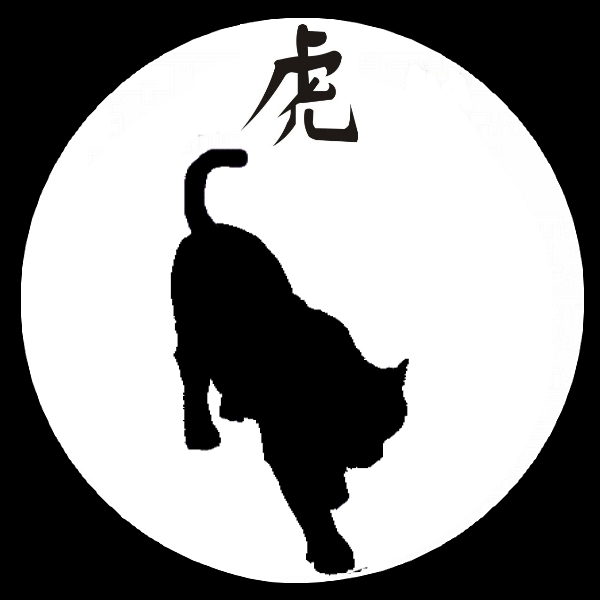
Signe astrologique chinois'Le TIGRE

| Ier millénaire                                                                                 | IIe millénaire | IIIe millénaire |
| ---------------------------------------------------------------------------------------------- | --- | --- |
| - 42 - 102 - 162 - 222 - 282 - 342 - 402 - 462 - 522 - 582 - 642 - 702 - 762 - 822 - 882 - 942 | - 1002 - 1062 - 1122 - 1182 - 1242 - 1302 - 1362 - 1422 - 1482 - 1542 - 1602 - 1662 - 1722 - 1782 - 1842 - 1902 - 1962 | - 2022 - 2082 - 2142 - 2202 - 2262 - 2322 - 2382 - 2442 - 2502 - 2562 - 2622 - 2682 - 2742 - 2802 - 2862 - 2922 - 2982 |